# دوان نیر
چنگارا وتیل دوان نیر یا به اصطلاح دوان نیر (به انگلیسی: Chengara Veetil Devan Nair) (۵ اوت ۱۹۲۳ – ۶ دسامبر ۲۰۰۵) سیاستمدار سنگاپوری بود که در سال ۱۹۸۱ تا ۱۹۸۵ به عنوان سومین رئیس‌جمهور سنگاپور خدمت کرد.

## زندگی‌نامه
نیر به کمونیست و به حزب کمونیست مالایا (MCP) وابسته بود. او احساسات ضد استعماری داشت و برای خودمختاری سنگاپور، که در آن زمان مستعمره بریتانیا بود، مبارزات انتخاباتی کرد، که باعث شد در سال ۱۹۵۱ توسط بریتانیا بازداشت شود. در سال ۱۹۵۴، او به حزب اقدام مردم (PAP) پیوست. مجدداً در سال ۱۹۵۶ توسط بریتانیا بازداشت شد و زمانی که حزب پاپ (PAP) در انتخابات عمومی ۱۹۵۹ پیروز شد و به آزادی او کمک شد، در بازداشت باقی ماند. در سال ۱۹۶۱، او کنگره ملی اتحادیه کارگری (NTUC) را تأسیس کرد و تا سال ۱۹۶۵ به عنوان دبیرکل آن خدمت کرد.
نیر در طول فعالیت پارلمانی خود، بین سال‌های ۱۹۶۴ تا ۱۹۶۹ نماینده مجلس مالزی برای حوزه انتخابیه بنگسار مالزی و بین سال‌های ۱۹۷۹ تا ۱۹۸۱ برای حوزه انتخابیه آنسون سنگاپور بود. قبل از ریاست‌جمهوری، نیر دبیرکل «عملیات مردمی» بود. حزب مالایا قبل از اخراج سنگاپور از مالزی و پس از اخراج با نام جدید حزب اقدام دموکراتیک (DAP) که او تا سال ۱۹۶۷ تأسیس کرد به خدمت خود ادامه داد.
نیر به زودی به سنگاپور بازگشت و عقاید چپ خود را با درگیر شدن در جنبش کارگری تکرار کرد، از جمله اینکه یک بار دیگر به عنوان دبیرکل NTUC بین سال‌های ۱۹۷۰ و ۱۹۷۹ خدمت کرد، قبل از اینکه در سال ۱۹۸۱ ریاست جمهوری را برعهده گرفت. وی کیم وی جانشین وی شد. در ۲ سپتامبر ۱۹۸۵. پس از ریاست جمهوری خود در سال ۱۹۸۵، نیر از سیاست بازنشسته شد و برای مدت کوتاهی به ایالات متحده نقل مکان کرد و سپس برای زندگی مجدد در همیلتون کانادا، در سن ۸۲ سالگی در آنجا در سال ۲۰۰۵ درگذشت.